# Ašvija
Ašvija je říčka v Litvě, v Žemaitsku, v okrese Šilalė, pravý přítok řeky Akmena, do které se vlévá 65,4 km od jejího ústí do řeky Jūra, mezi obcemi Gudauskinė a Burniai. Pramení mezi obcemi Josūdiškė a Endrikavas, na jižním okraji lesa Endrikavo miškas, 1,2 km jihozápadně od hory Medvėgalis, v regionálním parku Varniai. Meandruje celkově východním směrem obloukem vypouklým k jihu téměř bezlesým kopcovitým terénem mezi několika malými vesničkami a samotami. Z nich stojí za zmínku Paašvijis, který dostal podle říčky jméno. 

## Přítoky
- Levé: 9 nevýznamných bezejmenných přítoků
- Pravé: 10 nevýznamných bezejmenných přítoků

## Obce při říčce
- Josūdiškė, Kalnėnai, Paašvijis, Dirgėliai, Putvinskiai, Jaunodava, Burniai

## Jazykové souvislosti
Souvisí (odvozením) s výrazy ašva (klisna - častěji kumelė) a/nebo ašvienis (oř, pracovní kůň - častěji arklys). 